# 횃불 (잡지)
《횃불》 또는 《디 파켈(Die Fackel)》은 카를 크라우스가 발행한 풍자적 비평 잡지이다. 1899년 빈에서 창간되었으며 1936년 나치 정권에 의해 폐간되었다. "1인 잡지"였던 《횃불》의 유일한 편집자 카를 크라우스의 글이 주를 이루지만, 그 외에도 페터 알텐베르크, 휴스턴 스튜어트 체임벌린, 에곤 프리델, 카를 하우어, 엘제 라스커쉴러, 데틀레프 폰 릴리엔크론, 아돌프 로스, 프랑크 베데킨트 등의 글이 실려 있다.
카를 크라우스는 《횃불》에서 오스트리아 지배층의 부패와 야합을 폭로하였는데, 특히 거대 보수 언론에 대한 매체 비평 및 이들 언론과 유착한 빈의 지식인들에 대한 비판이 주를 이루었다. 자신의 친구는 물론 당대 최고의 비판적 지성으로 불리던 인물들까지 거침없는 독설로 비판하였기 때문에, 법정에서 시시비비가 갈리는 경우도 잦았다.